# 卧佛寺塔
卧佛寺塔是中国河南省新郑市的一座古塔，位于市西关卧佛寺旧址，建于明成化元年（1465年）。2006年6月8日，河南省人民政府将其列入第四批河南省文物保护单位名单。

## 建筑
卧佛寺塔为七层八角楼阁式砖塔，通高15米，基底周长16米。自下而上塔身逐层内收。塔身以长28.5厘米、宽13厘米、厚6.5厘米的青灰条砖砌成，砖间用白灰浆粘合，灰缝较细。
塔底一层西南面嵌青石塔铭《摩诃般若波罗密心经》，楷书，共31行，每行21字。其上题款曰“成化元年四月初八发心舍资比丘圆亮创建”。